# Papirus Oxyrhynchus 22
Papirus Oxyrhynchus 22 oznaczany jako P.Oxy.I 22 – rękopis zawierający fragmenty drugiej księgi Króla Edypa Sofoklesa napisany w języku greckim. Papirus ten został odkryty przez Bernarda Grenfella i Arthura Hunta w 1897 roku w Oksyrynchos. Fragment jest datowany na V wiek n.e. Przechowywany jest w Department of Manuscripts Biblioteki Brytyjskiej (743). Tekst został opublikowany przez Grenfella i Hunta w 1898 roku.
Manuskrypt został napisany na papirusie w formie kodeksu. Rozmiary zachowanego fragmentu wynoszą 8 na 9,3 cm. Tekst jest napisany małą, okrągłą, pionową uncjałą. Stosuje przydechy i akcenty.